# Агнеса Гогенлое-Лангенбурзька
Марія Аґнеса Генрієтта Гогенлое-Лангенбурзька (нім. Marie Agnes Henriette, Prinzessin zu Hohenlohe-Langenburg, 5 грудня 1804 — 9 вересня 1835) — принцеса Гогенлое-Лангенбурзька, донька князя Гогенлое-Лангенбургу Карла Людвіга та Амалії Генрієтти Сольмс-Барутської, дружина спадкоємного принца Льовенштайн-Вертхайм-Розенбергу Костянтина.

## Життєпис
Агнеса народилась 5 грудня 1804 року в Лангенбурзі. Вона була десятою дитиною та восьмою донькою в родині князя Гогенлое-Лангенбурзького Карла Людвіга та його дружини Амалії Генрієтти Сольмс-Барутської.

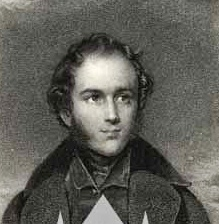
Костянтин Льовенштайн-Вертхайм-Розенберг

У 24-річному віці Агнесу узяв за дружину 26-річний спадкоємний принц Льовенштайн-Вертхайм-Розенбергу Костянтин. Весілля відбулося 31 травня 1829 у Ротенбурзі-на-Фульді. Агнеса народила чотирьох дітей, з яких вижило двоє.
Аґнеса пішла з життя неводовзі після народження мертвої доньки у серпні 1835 року. Її поховали у князівській гробниці францисканського монастиря Енгельберг у Гросгойбаху в Баварії.
Костянтин пережив дружину на три роки і відійшов у вічність 27 грудня 1838 року. Похований в тій же князівській гробниці.

## Родина
Чоловік — Костянтин Льовенштайн-Вертхайм-Розенберг
Діти:
- Адельгейда (1831—1909) — дружина колишнього короля Португалії Мігела I, перебуваючого у вигнанні, мала із ним сімох дітей;
- Карл (1834—1921) — князь Льовенштайн-Вертхайм-Розенберзький, був одружений із Софією Ліхтейнштейнською, мав із нею восьмеро дітей.